# Религия на Кипре
На Кипре в основном представлены следующие мировые религии:
- Христианство
- Ислам
- Иудаизм
- Индуизм

## Христианство
| Религия на Кипре | Религия на Кипре | Религия на Кипре | Религия на Кипре | Религия на Кипре |
| ---------------- | ---------------- | ---------------- | ---------------- | ---------------- |
| Православие      |                  |                  | 66 %             |                  |
| Ислам            |                  |                  | 30 %             |                  |
| Другие           |                  |                  | 4 %              |                  |

На Кипре представлены все три основные направления в христианстве:
- Православие
- Католицизм
- Протестантизм

Множество христианских храмов в турецкой части острова после оккупации находятся в запустении, превращены в музеи или мечети.

### Православие
Большинство греков-киприотов являются прихожанами Кипрской православной церкви, которая имеет статус официальной государственной церкви и является автокефальной православной церковью. Кипрская православная церковь состоит из одной архиепископии и пяти митрополий, имеет более 500 храмов и 9 монастырей. Высший руководящий орган церкви — Святой Синод, состоящий из Предстоятеля (глава Синода), епископов Пафоса, Китиона (Ларнаки), Кирении, Лимасола, Морфу, а также викарных архиереев как постоянных членов. Епископы Кирении и Морфу пребывают временно в Никосии ввиду турецкой оккупации северной части острова. 
На Русском языке выпущена серия книг посвящённых православной культуре Кипра.

### Католицизм
Католики составляют около 3 % населения Кипра.
Около 20 000 киприотов являются прихожанами Маронитской католической церкви, преимущественно — это выходцы из Ливана.
Также на острове проживает около 10 000 прихожан Римско-католической церкви.

### Протестантизм
На Кипре есть небольшое количество протестантов, в основном представителей англиканства.

### Другие христиане
Также есть небольшое число прихожан (около 3 000 человек) Армянской апостольской церкви.

## Ислам
Большинство турок-киприотов являются мусульманами, принадлежа в основном к суннитской ветви. Мусульмане составляют 30 % населения Кипра.
Впервые ислам появился на Кипре после его завоевания арабами в 649. Впоследствии, несмотря на обращение части греков в ислам, большинство мусульман острова составили турецкие переселенцы, число которых сильно увеличилось в XVII веке. С 1974 большинство мусульман сосредоточено в северной части острова, где крупнейшие в прошлом католические храмы Никосии и Фамагусты переделаны в мечети со времён захвата острова Османской империей в 1571.

## Иудаизм
Иудаизм на Кипре исповедуют около 1800 человек.
В 2005 в Ларнаке были открыты единственные сейчас на острове синагога и миква.

## Индуизм
Индуизм на Кипре исповедуют около 2000 человек, в основном выходцев из Индии.